# Rohan Dennis
Rohan Dennis (Adelaide, 28 maggio 1990) è un ex ciclista su strada ed ex pistard australiano, professionista su strada dal 2013 al 2023. Ha vinto una tappa al Giro d'Italia, una al Tour de France, due alla Vuelta a España, due titoli mondiali nella cronometro individuale e due nella cronometro a squadre, e un bronzo olimpico a cronometro; su pista si è invece aggiudicato un argento olimpico e due titoli mondiali nell'inseguimento a squadre, e nel 2015 ha detenuto per 83 giorni il record dell'ora.

## Carriera

### Gli esordi e l'attività su pista
Inizia a gareggiare nel ciclismo all'età di sette anni, e all'età di 15 anni si iscrive all'Adelaide Cycling Club, cominciando ad affiancare all'attività su strada anche quella su pista. Nel 2007 diviene campione nazionale Juniores nell'inseguimento a squadre insieme a Jack Bobridge, Christos Winter e Sean Boyle, mentre nel 2008, oltre a bissare il successo nell'inseguimento a squadre, diviene campione nazionale anche nella specialità a punti e nell'inseguimento individuale.
Nell stagione 2008-2009 ottiene le prime vittorie nell'inseguimento a squadre in Coppa del mondo su pista, trionfando con il quartetto della Nazionale australiana negli eventi di Melbourne e Pechino; nel marzo 2009, ai campionati del mondo su pista di Pruszków, è argento nell'inseguimento a squadre, sconfitto in finale dalla Danimarca. Nel 2010 è ancora in evidenza ai campionati del mondo su pista a Ballerup, dove insieme ai compagni Cameron Meyer, Jack Bobridge e Michael Hepburn riesce a conquistare la medaglia d'oro nell'inseguimento a squadre davanti alla Gran Bretagna. In stagione si impone anche su strada, diventa infatti campione nazionale a cronometro Under-23 davanti a Luke Durbridge e a Michael Matthews.
Nel biennio successivo ottiene altre due medaglie iridate nell'inseguimento a squadre: ai campionati del mondo di Apeldoorn nel 2011 bissa l'oro mondiale, questa volta in quartetto con Jack Bobridge, Luke Durbridge e Michael Hepburn, mentre nel 2012, ai campionati del mondo di Melbourne, pur gareggiando davanti al pubblico di casa ottiene solo l'argento, battuto dal quartetto britannico. Nello stesso anno, e nella medesima specialità, si aggiudica anche la medaglia d'argento ai Giochi olimpici di Londra: la sua Australia, con il quartetto completato da Jack Bobridge, Michael Hepburn e Glenn O'Shea, viene infatti nuovamente battuta dalla squadra britannica.
Per quanto riguarda l'attività su strada, nel 2012, da Under-23, riesce a conquistare la classifica dei giovani e quella degli scalatori al Tour Down Under, prima gara dell'UCI World Tour, gareggiando per la selezione UniSA-Australia; nello stesso gennaio diviene anche campione nazionale di categoria, sia in linea che a cronometro. In stagione coglie inoltre numerosi successi in gare dell'Europe Tour: vince infatti una tappa e la classifica finale del Giro di Turinga, il Memorial Davide Fardelli e la Chrono Champenois.

### 2013-2014: i primi anni da professionista su strada

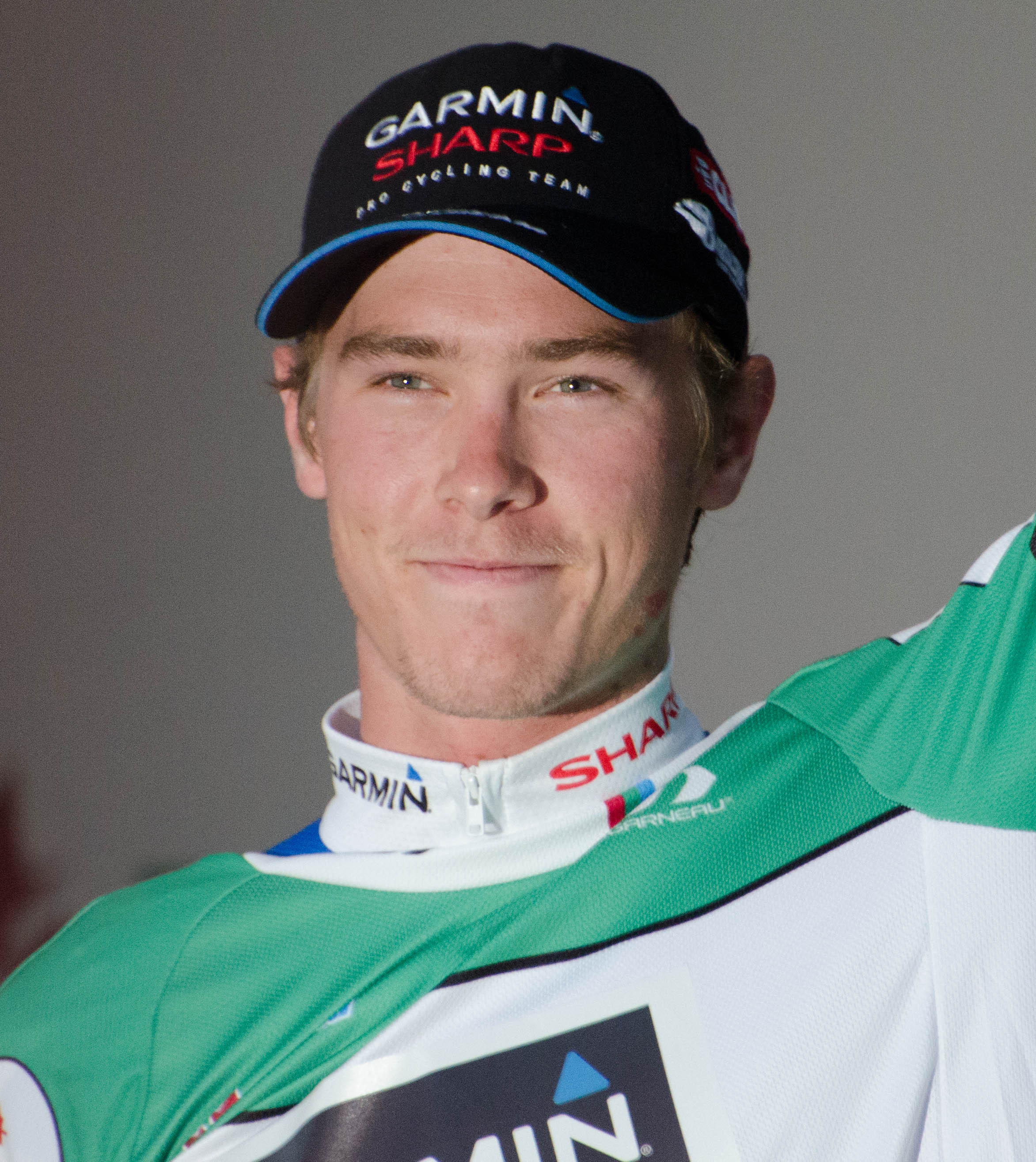
Rohan Dennis premiato al Tour of Alberta nel 2013.

Nel 2013 debutta ufficialmente tra i professionisti su strada, ingaggiato dal team statunitense Garmin-Sharp, dedicandosi a tempo pieno alla specialità. In gennaio giunge secondo nel campionato nazionale a cronometro, battuto dal solo Luke Durbridge; si mette poi in evidenza nel mese di giugno quando al Giro del Delfinato, dopo aver indossato la maglia di leader al termine della quarta tappa, una cronometro individuale, chiude ottavo in classifica generale conquistando anche la maglia bianca di miglior giovane. In luglio prende parte al Tour de France, in appoggio ai capitani Ryder Hesjedal e Daniel Martin, ma si ritira al termine dell'ottava tappa, in cui giunge ultimo a quasi quaranta minuti di ritardo dal vincitore Chris Froome. In settembre fa quindi sue una tappa e la classifica finale del primo Tour of Alberta in Canada.
Nel 2014, sempre in maglia Garmin, coglie diversi secondi posti, tra cui quelli al Circuit Cycliste Sarthe, nel prologo del Tour de Romandie e nella classifica finale del Tour of California, in cui riesce anche ad aggiudicarsi la tappa di montagna con arrivo al Mount Diablo. È poi terzo nella cronometro di apertura del Tour de Suisse e secondo, a fine luglio, nella prova contro il tempo dei Giochi del Commonwealth a Glasgow, battuto da Alex Dowsett. Dopo i Giochi del Commonwealth, il 4 agosto, lascia la Garmin-Sharp e si trasferisce al BMC Racing Team. Con la formazione californiana partecipa alla Vuelta a España, cogliendo il terzo posto nella cronometro finale di Santiago di Compostela, e ottiene la medaglia d'oro nella cronometro a squadre dei campionati del mondo di Ponferrada.

### 2015-2017: il record dell'ora e le vittorie su strada

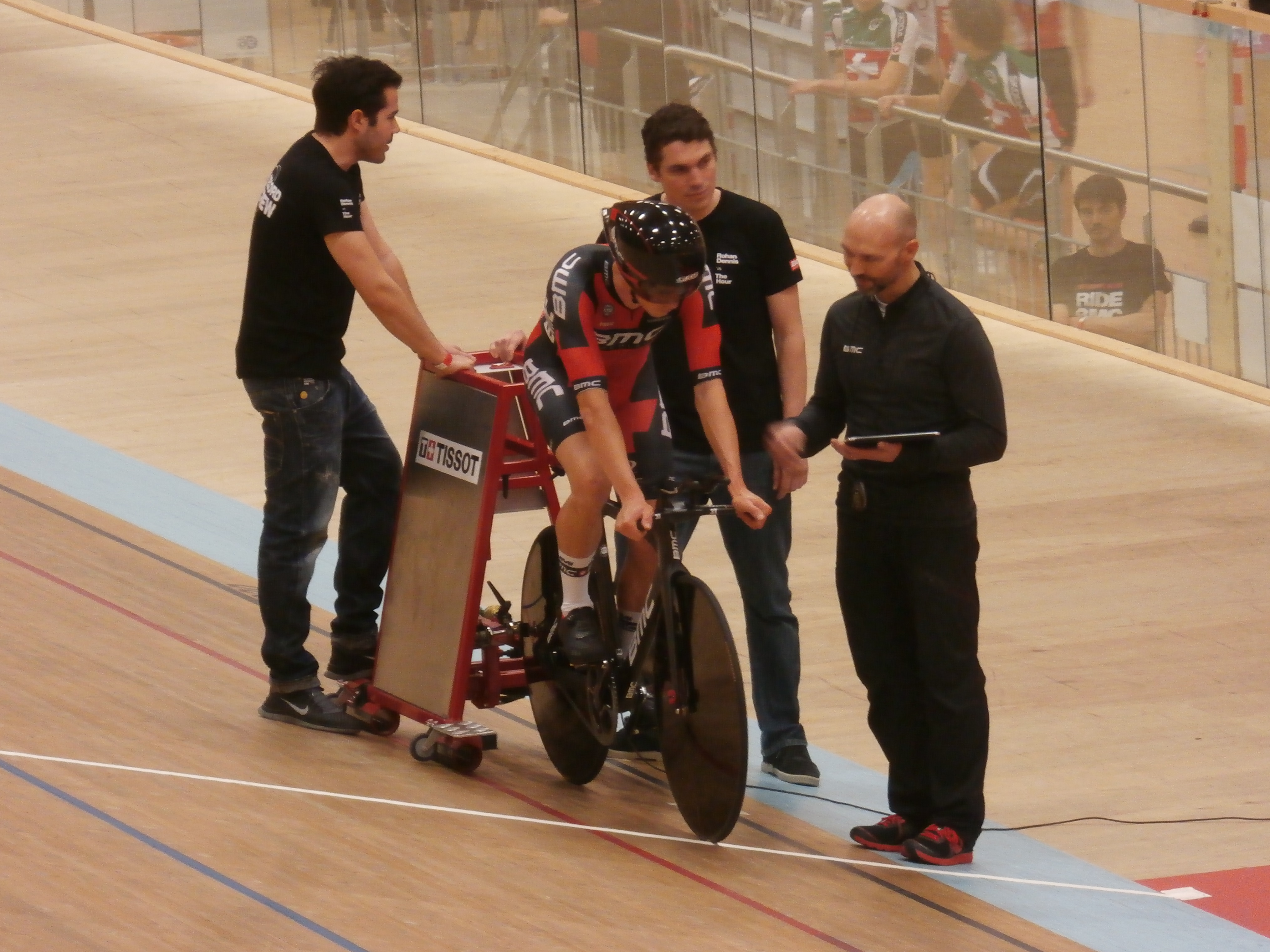
Dennis alla partenza del tentativo riuscito di record dell'ora nel 2015.

Nel gennaio 2015, ancora in maglia BMC, si aggiudica una tappa in solitaria e la classifica finale del Tour Down Under, gara di apertura del calendario World Tour. Il 7 febbraio dello stesso anno mette a referto il nuovo record dell'ora su pista, battendo quello precedente di Matthias Brändle e percorrendo 52,491 km sulla pista del velodromo di Grenchen; tale risultato verrà poi a sua volta superato, il 2 maggio, dal britannico Alex Dowsett. Dopo il record dell'ora è secondo nel prologo della Parigi-Nizza, battuto per pochi centesimi da Michał Kwiatkowski, e nel prologo del Giro del Belgio, superato dallo stesso Brändle. Al successivo Tour de France si aggiudica la prima tappa a cronometro, 14 km sulle strade di Utrecht, e veste per un giorno la prestigiosa maglia gialla: nell'occasione si impone davanti a Tony Martin e Fabian Cancellara alla media di 55,45 km/h, e batte dunque il record di velocità al Tour di Chris Boardman stabilito nel 1994 nel cronoprologo di Lilla. Nel finale di stagione vince infine due tappe e la classifica finale dello USA Pro Cycling Challenge in Colorado, e, in sestetto con i compagni della BMC, la cronometro a squadre dei campionati del mondo di Richmond.

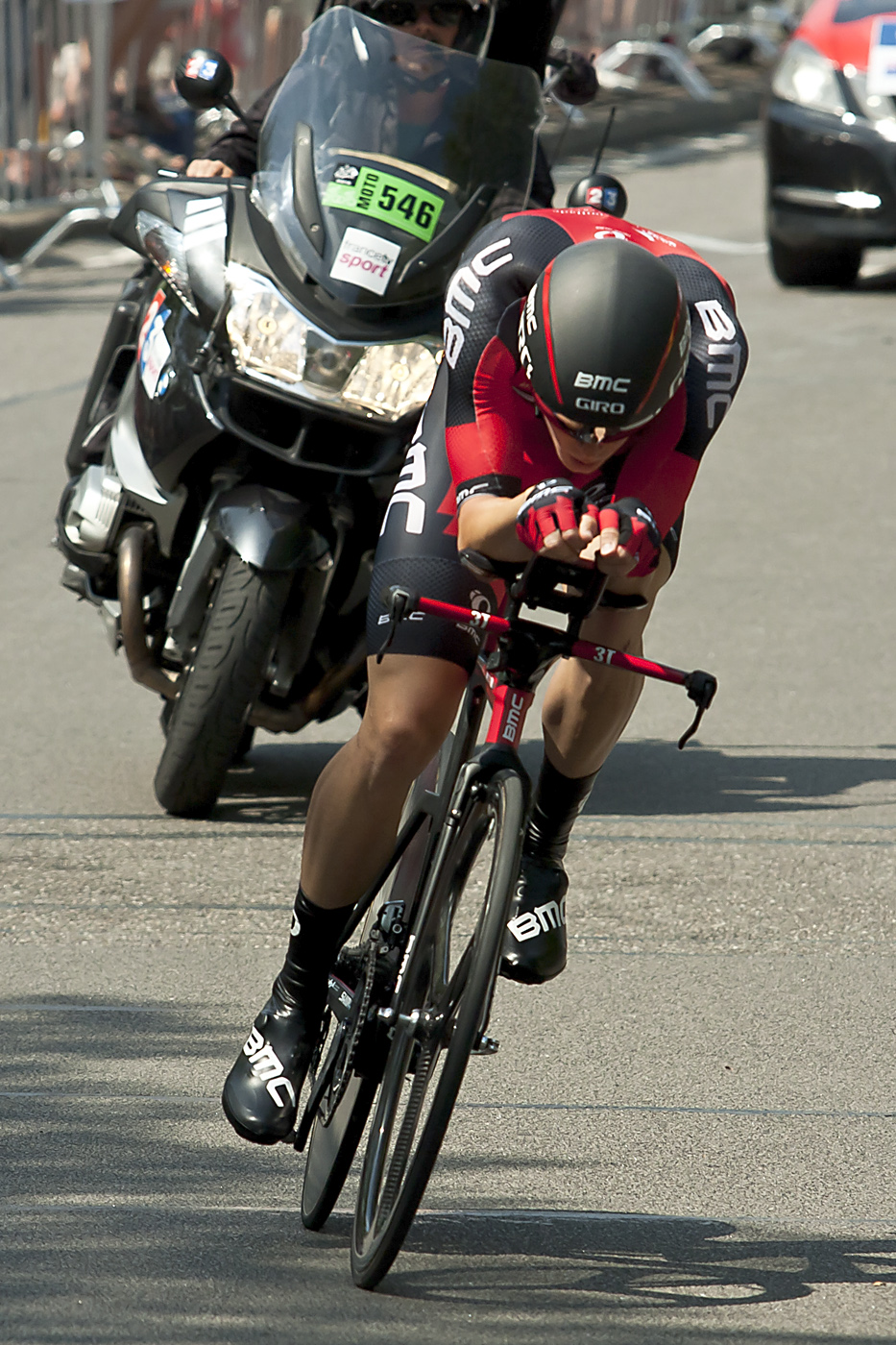
Rohan Dennis impegnato durante una cronometro del Tour de France 2015.

Dopo il buon 2015, apre il 2016 con il titolo nazionale a cronometro e, in maggio, con la vittoria nella prova contro il tempo del Tour of California, corsa in cui conclude al secondo posto alle spalle di Julian Alaphilippe. In luglio corre il Tour de France, ritirandosi dopo sedici tappe, mentre in agosto si presenta ai Giochi olimpici di Rio de Janeiro tra i possibili outsider per la prova a cronometro. Disputa un'ottima gara olimpica, sembra destinato a un posto sul podio quando una foratura alla ruota posteriore lo rallenta facendolo concludere al quinto posto a 1'10" dal vincitore Fabian Cancellara ma a soli 8" da Chris Froome, medaglia di bronzo. Dopo i Giochi corre il Tour of Britain, concludendo al secondo posto finale grazie al successo nella tappa di Bristol; all'Eneco Tour subito seguente vince quindi sia la frazione a cronometro individuale che quella a squadre, con la BMC, presentandosi al via dell'ultima tappa da capoclassifica. A circa 50 km dal traguardo però cade, ferendosi, e perde così contatto dal gruppo di testa: nonostante un paio di compagni cerchino di aiutarlo non riesce a rientrare e successivamente si ritira. La vittoria finale va a Niki Terpstra. A fine 2016 dichiara di voler provare a diventare un corridore da classifica generale nei Grandi giri, per non arrivare a fine carriera con il rimpianto di non averci provato.
Nel 2017 si riafferma campione nazionale a cronometro; conclude poi sesto al Tour Down Under e vince quindi il Tour La Provence grazie a due secondi posti di tappa. Successivamente disputa la Tirreno-Adriatico ad alto livello. Nella "Corsa dei due mari" vince la cronometro a squadre iniziale con i compagni della BMC e si mantiene nelle prime posizioni nelle due tappe successive tanto da vestire la maglia di capoclassifica al termine della terza tappa. Si difende poi bene sull'arrivo in salita del Terminillo, concludendo quindicesimo a 1'17" dal vincitore di giornata Nairo Quintana, che gli sfila la maglia di leader. Vince infine la settima e ultima tappa, una cronometro individuale di 10 km a San Benedetto del Tronto, risalendo al secondo posto della classifica a 25" dal colombiano. Al seguente Tour of the Alps, che corre in preparazione del Giro d'Italia, è ancora in buona forma, e si impone in una volata ristretta nella seconda tappa a Innervillgraten.

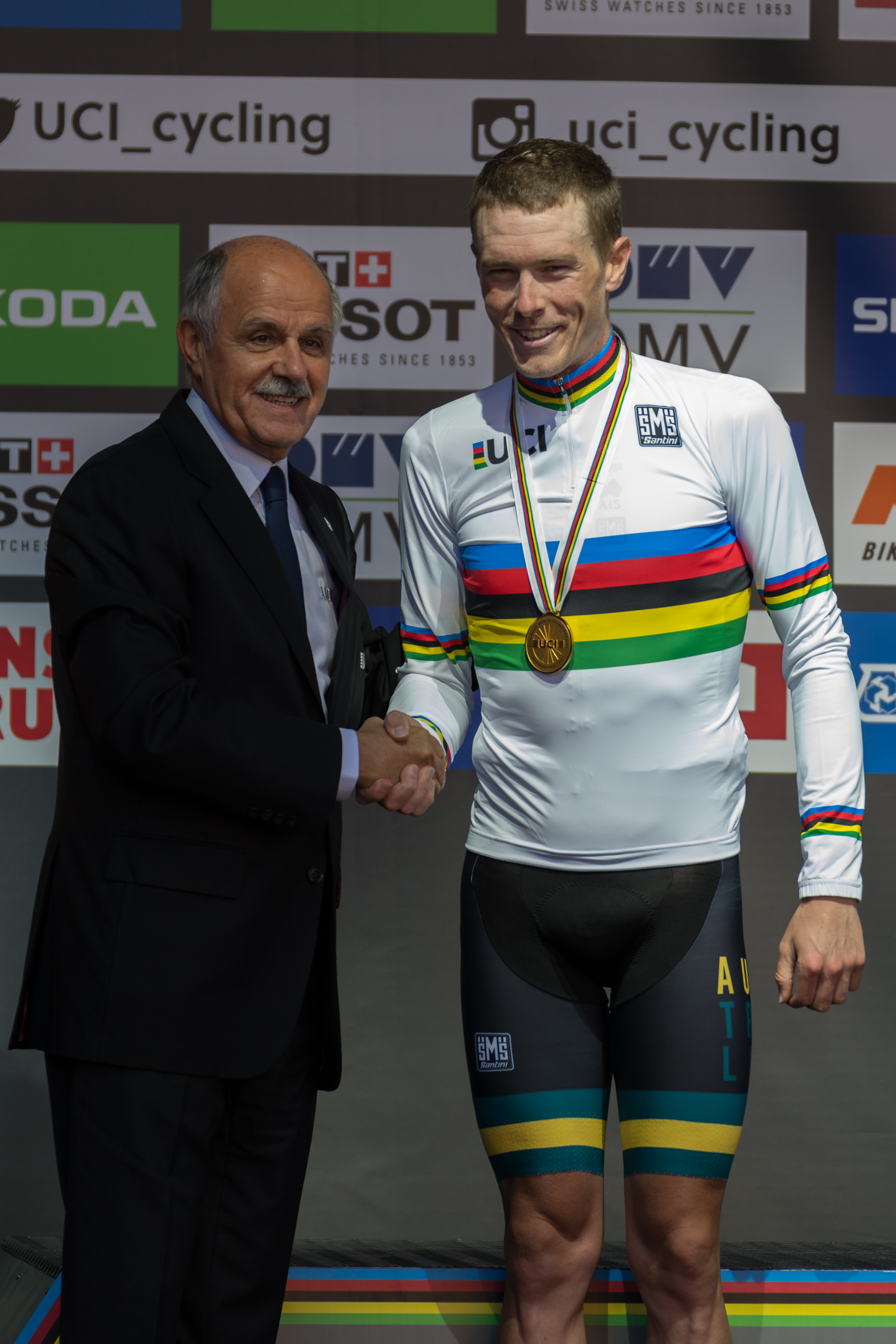
Rohan Dennis premiato ai campionati del mondo 2018.

Si presenta al Giro d'Italia con ambizioni di classifica. Nel finale della 3ª tappa, a causa del forte vento e di un contatto con un altro corridore, cade rovinosamente a terra e perde 5 minuti dagli altri favoriti. Successivamente si ritira nel corso della 4ª tappa. Torna in gara al Tour de Suisse vincendo la prima tappa, una cronometro individuale di 6 km. Nel corso della seconda tappa, a causa di una caduta, perde circa dieci minuti dai migliori abbandonando il primato in classifica. Successivamente vince anche la nona e ultima tappa, una cronometro individuale di 28,6 km. Partecipa alla Vuelta a España senza ambizioni di classifica. Assieme ai compagni si impone nella cronosquadre di apertura, andando a vestire la maglia rossa di capoclassifica per un giorno.

### 2018: le vittorie a Giro e Vuelta e il titolo mondiale a cronometro
Nel 2018 partecipa al Giro d'Italia con l'intento di curare la classifica generale. Arriva secondo nella cronometro iniziale di Gerusalemme a 2" da Tom Dumoulin. Il giorno successivo vince uno sprint con abbuono e va così a vestire la maglia rosa. Conserva il simbolo del primato per quattro frazioni, perdendolo al termine della sesta tappa con arrivo in salita all'Etna, in favore di Simon Yates. Nelle tappe successive si mantiene in classifica, restando a ridosso della top ten. Vince quindi la sedicesima tappa, una cronometro individuale di 34,2 km, superando per 14" Tony Martin e risalendo così al momentaneo sesto posto della classifica generale. Conclude la gara al sedicesimo posto.
In agosto firma un contratto pluriennale con il team Bahrain-Merida. Poco dopo prende via alla Vuelta a España, dove si impone nella prima frazione, la cronometro di Malaga, dove veste la maglia rossa di leader della classifica; tuttavia l'indomani, nella seconda frazione con arrivo al Caminito del Rey, perde il primato a favore del polacco Michał Kwiatkowski. Si impone anche nella sedicesima tappa, sempre a cronometro, a Torrelavega. Non prende il via della tappa successiva per riposarsi in vista dei campionati del mondo di Innsbruck. Il 26 settembre 2018 vince il titolo mondiale a cronometro, imponendosi davanti al campione uscente Tom Dumoulin di quasi un minuto e mezzo.

## Vita privata
Il 30 dicembre 2023 è stato arrestato dalle autorità australiane con l'accusa dell'omicidio volontario della moglie Melissa Hoskins, campionessa mondiale di ciclismo su pista. L'uomo l'avrebbe investita di proposito col suo furgone nel vialetto di casa.

## Palmarès

### Strada
- 2008 (Juniores)

4ª tappa Tour of the Murray River Elite (Cohuna)
- 2009 (Team Jayco-AIS, tre vittorie)

10ª tappa Tour of the Murray River (Ouyen)
14ª tappa Tour of the Murray River (Midura)
7ª tappa Tour of Tasmania (Penguin)
- 2010 (Team Jayco-AIS, quattro vittorie)

1ª tappa Tour of Geelong (North Shore)
4ª tappa Tour of Geelong (Portarlington)
Classifica generale Tour of Geelong
Campionati australiani, Prova a cronometro under-23
- 2012 (Team Jayco-AIS, sette vittorie)

Campionati australiani, Prova in linea under-23
Campionati australiani, Prova a cronometro under-23
5ª tappa Royal Smilde Olympia’s Tour (Reuver > Reuver)
6ª tappa Internationale Thüringen Rundfahrt (Gräfenroda > Oberhof, cronometro)
Classifica generale Internationale Thüringen Rundfahrt
Memorial Davide Fardelli (cronometro)
Chrono Champenois (cronometro)
- 2013 (Garmin-Sharp, due vittorie)

3ª tappa Tour of Alberta (Strathmore > Drumheller)
Classifica generale Tour of Alberta
- 2014 (Garmin-Sharp, una vittoria)

3ª tappa Tour of California (San Jose > Mount Diablo)
- 2015 (BMC Racing Team, sei vittorie)

3ª tappa Tour Down Under (Norwood > Paracombe)
Classifica generale Tour Down Under
1ª tappa Tour de France (Utrecht, cronometro)
4ª tappa USA Pro Cycling Challenge (Aspen > Breckenridge)
5ª tappa USA Pro Cycling Challenge (Breckenridge, cronometro)
Classifica generale USA Pro Cycling Challenge
- 2016 (BMC Racing Team, quattro vittorie)

Campionati australiani, Prova a cronometro
6ª tappa Tour of California (Folsom, cronometro)
7ª tappa, 2ª semitappa Tour of Britain (Bristol > Bristol)
2ª tappa Eneco Tour (Breda, cronometro)
- 2017 (BMC Racing Team, sei vittorie)

Campionati australiani, Prova a cronometro
Classifica generale Tour La Provence
7ª tappa Tirreno-Adriatico (San Benedetto del Tronto, cronometro)
2ª tappa Tour of the Alps (Vipiteno > Innervillgraten)
1ª tappa Tour de Suisse (Cham, cronometro)
9ª tappa Tour de Suisse (Sciaffusa, cronometro)
- 2018 (BMC Racing Team, sette vittorie)

Campionati australiani, Prova a cronometro
4ª tappa Abu Dhabi Tour (Al Maryah Island, cronometro)
7ª tappa Tirreno-Adriatico (San Benedetto del Tronto, cronometro)
16ª tappa Giro d'Italia (Trento > Rovereto, cronometro)
1ª tappa Vuelta a España (Malaga, cronometro)
16ª tappa Vuelta a España (Santillana del Mar > Torrelavega, cronometro)
Campionati del mondo, Prova a cronometro
- 2019 (Bahrain-Merida, due vittorie)

1ª tappa Tour de Suisse (Langnau im Emmental > Langnau im Emmental, cronometro)
Campionati del mondo, Prova a cronometro
- 2021 (Ineos Grenadiers, due vittorie)

2ª tappa Volta Ciclista a Catalunya (Banyoles > Banyoles, cronometro)
Prologo Tour de Romandie (Oron > Oron, cronometro)
- 2022 (Jumbo-Visma, due vittorie)

Campionati australiani, Prova a cronometro
Giochi del Commonwealth, Prova a cronometro
- 2023 (Jumbo-Visma, una vittoria)

2ª tappa Tour Down Under (Brighton > Victor Harbor)

#### Altri successi
- 2010 (Team Jayco-AIS)

1ª tappa Internationale Thüringen-Rundfahrt U23 (Bleicherode, cronosquadre)
- 2012 (Team Jayco-AIS)

Campionati australiani, Cronosquadre
Classifica giovani Tour Down Under
Classifica scalatori Tour Down Under
- 2013 (Garmin-Sharp)

Classifica giovani Critérium du Dauphiné
Classifica giovani Tour of Alberta
- 2014 (BMC Racing Team)

Classifica giovani Circuit de la Sarthe
Campionati del mondo, Cronosquadre
- 2015 (BMC Racing Team)

Classifica giovani Tour Down Under
3ª tappa Critérium du Dauphiné (Roanne > Montagny, cronosquadre)
9ª tappa Tour de France (Vannes > Plumelec, cronosquadre)
Classifica scalatori USA Pro Cycling Challenge
Campionati del mondo, Cronosquadre
- 2016 (BMC Racing Team)

5ª tappa Eneco Tour (Sittard-Geleen, cronosquadre)
- 2017 (BMC Racing Team)

Classifica a punti Tour La Provence
1ª tappa Tirreno-Adriatico (Lido di Camaiore, cronosquadre)
2ª tappa Volta Ciclista a Catalunya (Banyoles, cronosquadre)
1ª tappa Vuelta a España (Nîmes, cronosquadre)
- 2018 (BMC Racing Team)

1ª tappa Tirreno-Adriatico (Lido di Camaiore, cronosquadre)
- 2021 (Ineos Grenadiers)

3ª tappa Tour of Britain (Llandeilo > National Botanic Garden of Wales, cronosquadre)
- 2022 (Jumbo-Visma, una vittoria)

1ª tappa Vuelta a España (Utrecht, cronosquadre)
- 2023 (Jumbo-Visma, una vittoria)

3ª tappa Parigi-Nizza (Dampierre-en-Burly, cronosquadre)

### Pista
- 2008

2ª prova Coppa del mondo 2008-2009, Inseguimento a squadre (Melbourne, con Jack Bobridge, Luke Durbridge e Mark Jamieson)
- 2009

4ª prova Coppa del mondo 2008-2009, Inseguimento a squadre (Pechino, con Glenn O'Shea, Mark Jamieson e Leigh Howard)
2ª prova Coppa del mondo 2009-2010, Inseguimento a squadre (Melbourne, con Cameron Meyer, Luke Durbridge e Michael Hepburn)
- 2010

Campionati del mondo, Inseguimento a squadre (con Jack Bobridge, Cameron Meyer e Michael Hepburn)
Campionati australiani, Inseguimento a squadre (con Dale Parker, Jack Bobridge e James Glasspool)
- 2011

4ª prova Coppa del mondo 2010-2011, Inseguimento individuale (Manchester)
Classifica generale Coppa del mondo 2010-2011, Inseguimento individuale
Campionati del mondo, Inseguimento a squadre (con Jack Bobridge, Luke Durbridge e Michael Hepburn)
Campionati australiani, Inseguimento a squadre (con Glenn O'Shea, Damien Howson e Alexander Edmondson)
- 2012

4ª prova Coppa del mondo 2011-2012, Inseguimento a squadre (Londra, con Jack Bobridge, Alexander Edmondson e Michael Hepburn)
Campionati australiani, Inseguimento a squadre (con Glenn O'Shea, Jack Bobridge e Alexander Edmondson)
- 2015

Record dell'ora (52,491 km)

## Piazzamenti

### Grandi Giri
- Giro d'Italia

2017: ritirato (4ª tappa)
2018: 16º
2020: 35º
2023: 41º
- Tour de France

2013: non partito (9ª tappa)
2015: 101º
2016: non partito (17ª tappa)
2019: ritirato (12ª tappa)
- Vuelta a España

2014: 84º
2017: non partito (16ª tappa)
2018: non partito (17ª tappa)
2022: 51º

### Competizioni mondiali
- Campionati del mondo su strada

Aguascalientes 2007 - Cronometro Junior: 9º
Aguascalientes 2007 - In linea Junior: 92º
Città del Capo 2008 - In linea Junior: 31º
Melbourne 2010 - Cronometro Under-23: 5º
Melbourne 2010 - In linea Under-23: 76º
Copenaghen 2011 - In linea Under-23: 105º
Limburgo 2012 - Cronometro Under-23: 2º
Limburgo 2012 - In linea Under-23: ritirato
Toscana 2013 - Cronosquadre: 8º
Toscana 2013 - Cronometro Elite: 12º
Toscana 2013 - In linea Elite: ritirato
Ponferrada 2014 - Cronosquadre: vincitore
Ponferrada 2014 - Cronometro Elite: 5º
Ponferrada 2014 - In linea Elite: ritirato
Richmond 2015 - Cronosquadre: vincitore
Richmond 2015 - Cronometro Elite: 6º
Doha 2016 - Cronosquadre: 2º
Doha 2016 - Cronometro Elite: 6º
Bergen 2017 - Cronosquadre: 2º
Bergen 2017 - Cronometro Elite: 8º
Innsbruck 2018 - Cronosquadre: 3º
Innsbruck 2018 - Cronometro Elite: vincitore
Innsbruck 2018 - In linea Elite: ritirato
Yorkshire 2019 - Cronometro Elite: vincitore
Yorkshire 2019 - In linea Elite: ritirato
Imola 2020 - Cronometro Elite: 5º
Glasgow 2023 - Cronometro Elite: 7º
- Campionati del mondo su pista

Pruszków 2009 - Inseg. a squadre: 2º
Ballerup 2010 - Inseg. individuale: 5º
Ballerup 2010 - Inseg. a squadre: vincitore
Apeldoorn 2011 - Inseg. individuale: 4º
Apeldoorn 2011 - Inseg. a squadre: vincitore
Melbourne 2012 - Inseg. individuale: 4º
Melbourne 2012 - Inseg. a squadre: 2º
- Giochi olimpici

Londra 2012 - Ins. a squadre: 2º
Rio de Janeiro 2016 - In linea: ritirato
Rio de Janeiro 2016 - Cronometro: 5º
Tokyo 2020 - Cronometro: 3º

## Riconoscimenti
- Ciclista su strada australiano Junior dell'anno: 2004[1]